# Karlikowo (Sopoty)
Karlikowo (kašubsky Kôrlëkòwò, německy Karlikau) je přímořská čtvrť města Sopoty v Pomořském vojvodství, na pobřeží Gdaňského zálivu Baltského moře v severním Polsku. Čtvrtí protéká regulovaný potok Potok Karlikowski (Potok Świemirowski).

## Historie
První písemná zmínka o Karlikowu pochází z roku 1316 a od roku 1910 je součástí Sopot.
V roce 1660 polský král Jan II. Kazimír Vasa se svou ženou Ludovikou Marií pobyli několik týdnů v Karlikowu při sjednávání Olivského míru v Polsko-švédské válce.

## Další informace
V Karlikowě se nachází historický Rybářský přístav (Przystań rybacka), který je jediným přístavem Sopot, a u něj Kaplička sopotských rybářů. Ústřední pobřežní promenádou je Aleja Wojska Polskiego s cyklostezkou a četnými číslovanými vstupy na písečnou pláž. V Karlikowě je jediný kemping v Sopotech, dále penziony, sanatoria, školy, hipodrom, kostely, parky, ragbyový a fotbalový klub, multifunkční Ergo Arena aj.
Karlikowo sousedí na jihu s gdaňskou čtvrtí Żabianka-Wejhera-Jelitkowo-Tysiąclecia, na západě se sopotskou čtvrtí Świemirowo a na severu s centrální sopotskou čtvrtí Dolny Sopot.

## Galerie

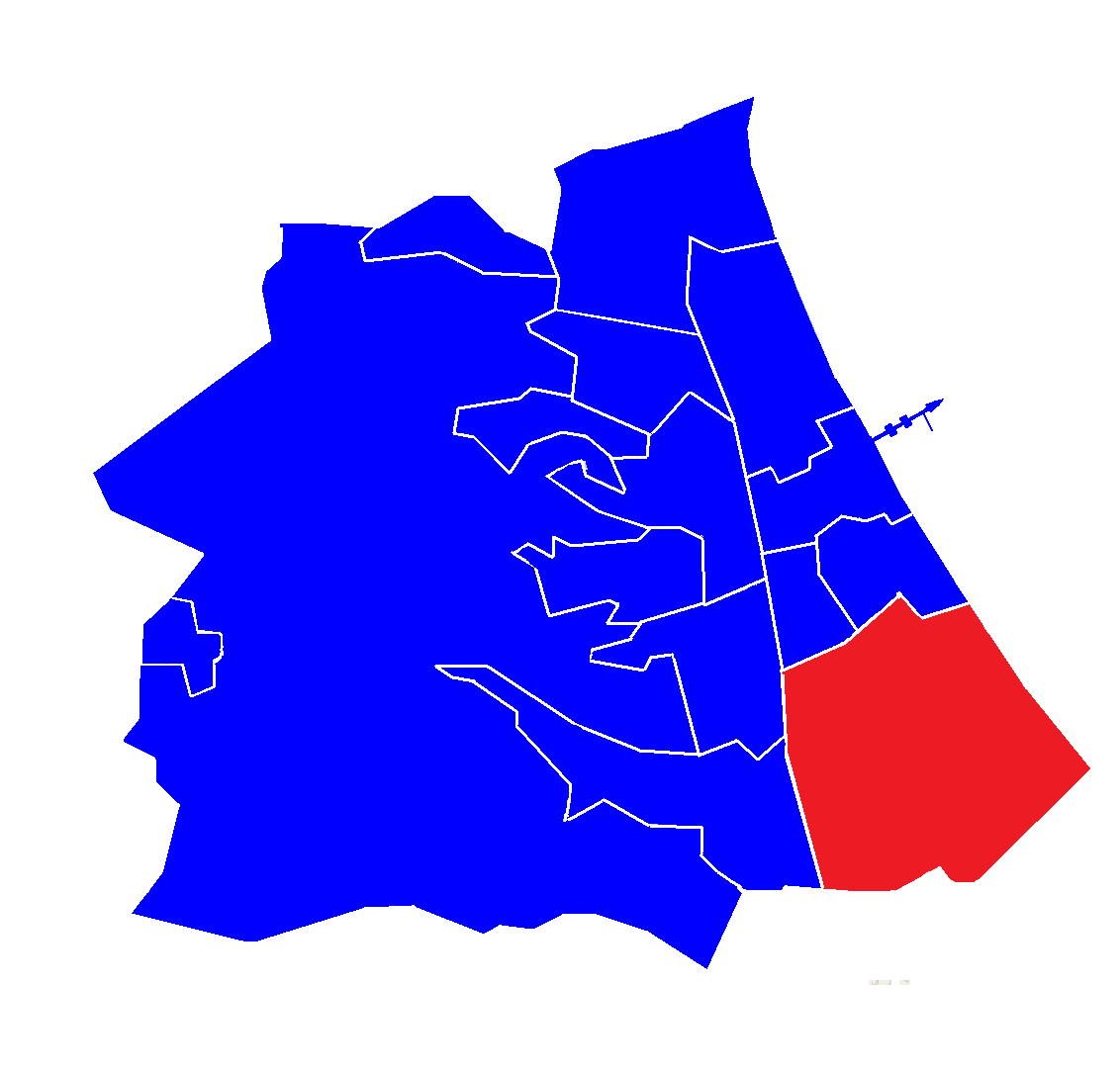
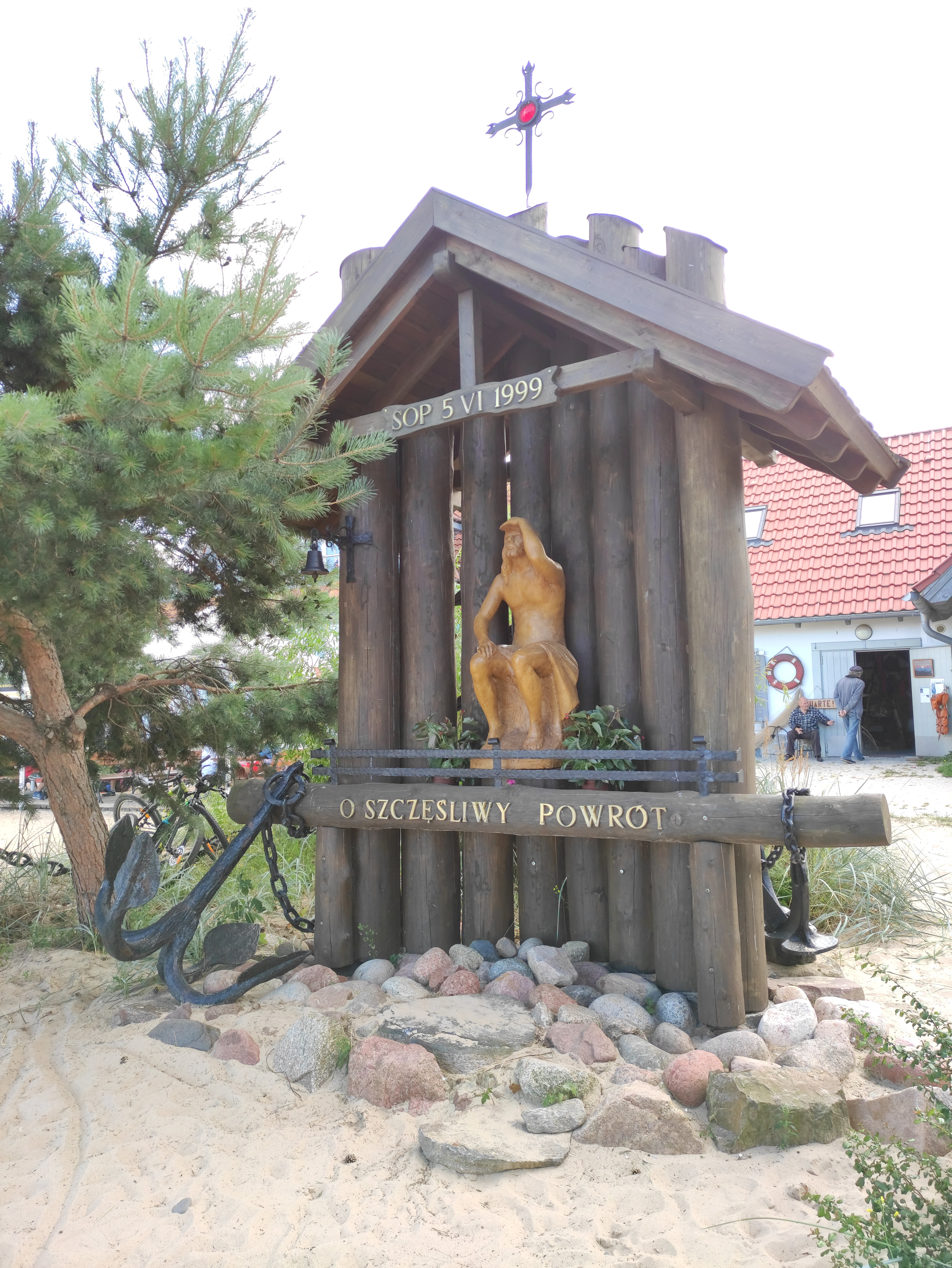
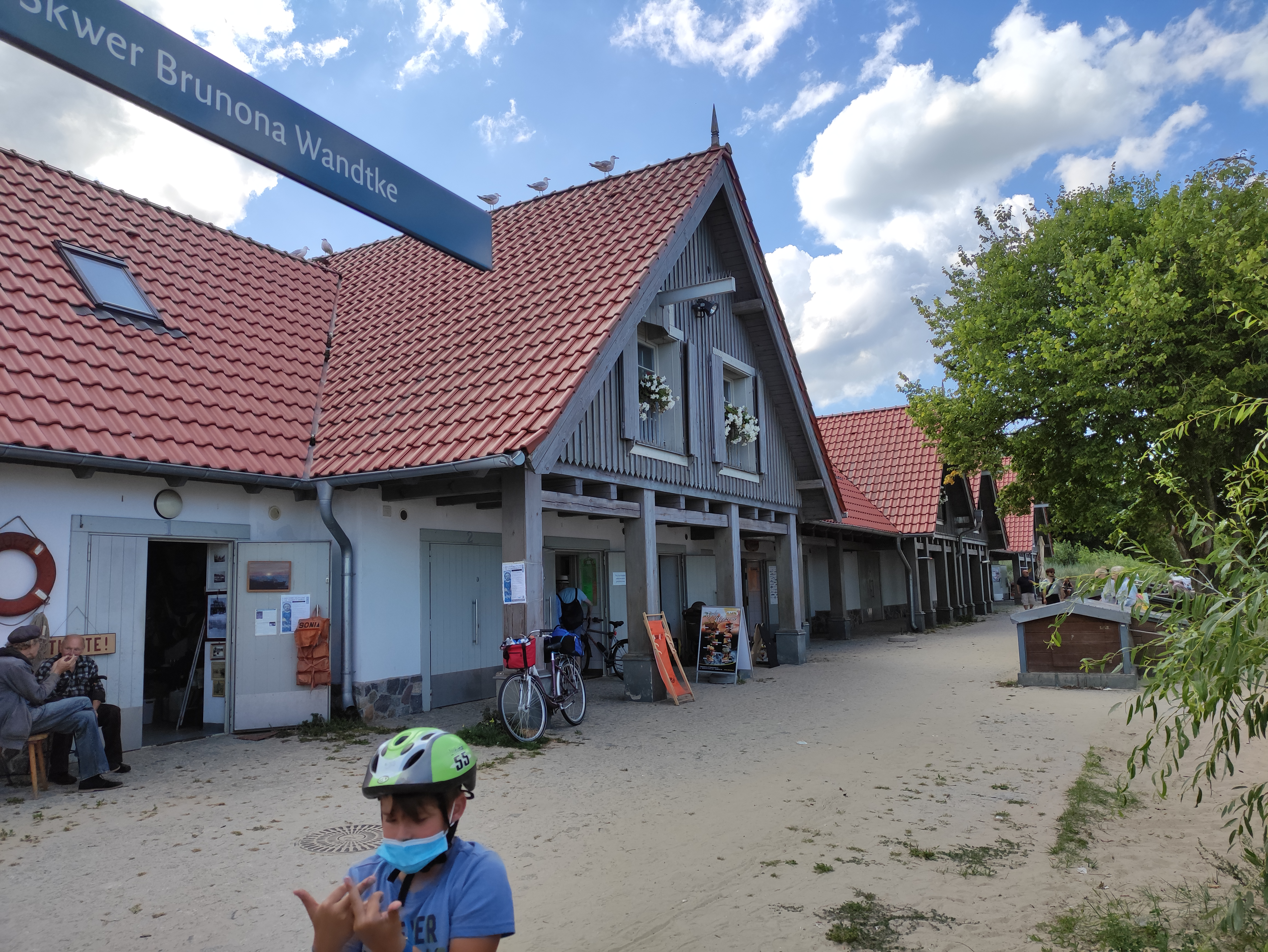
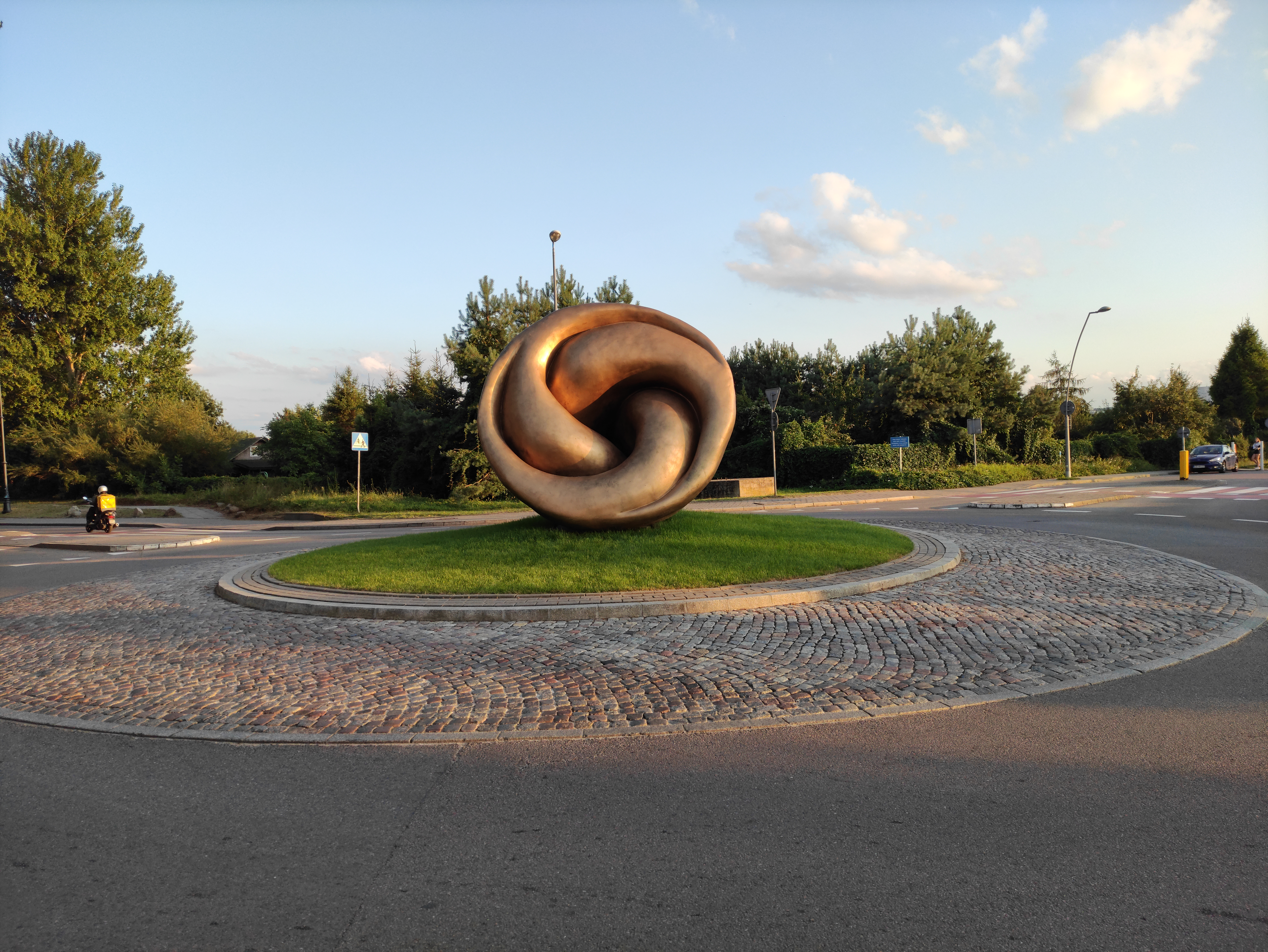
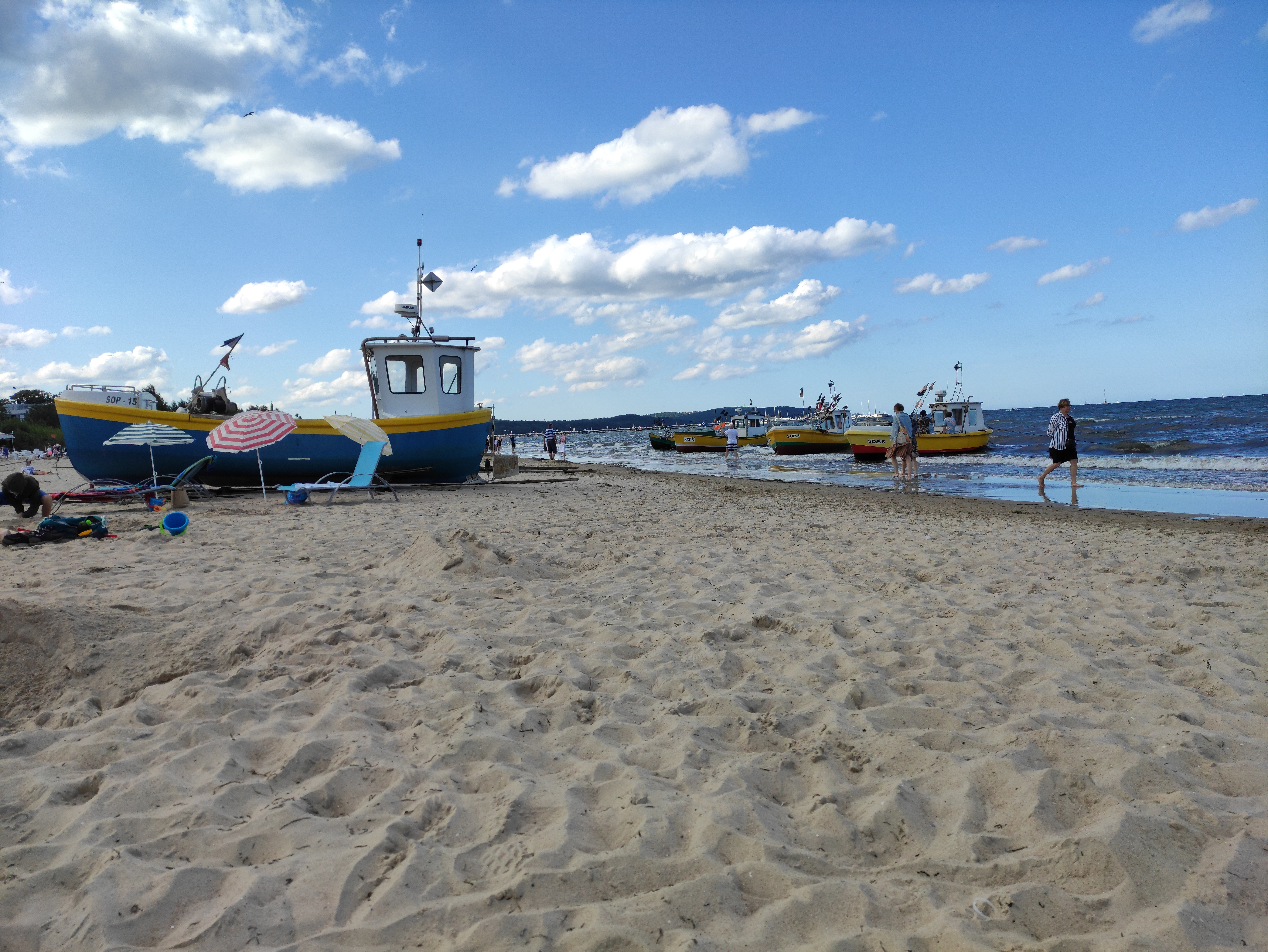
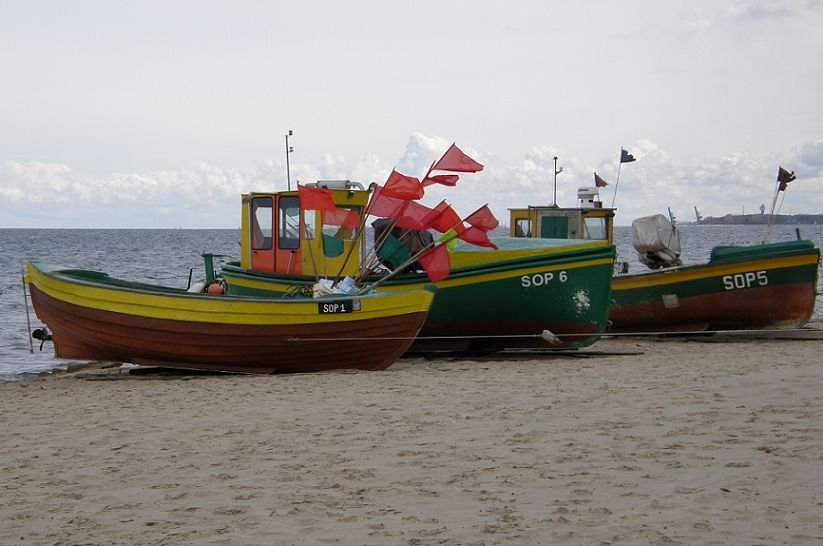
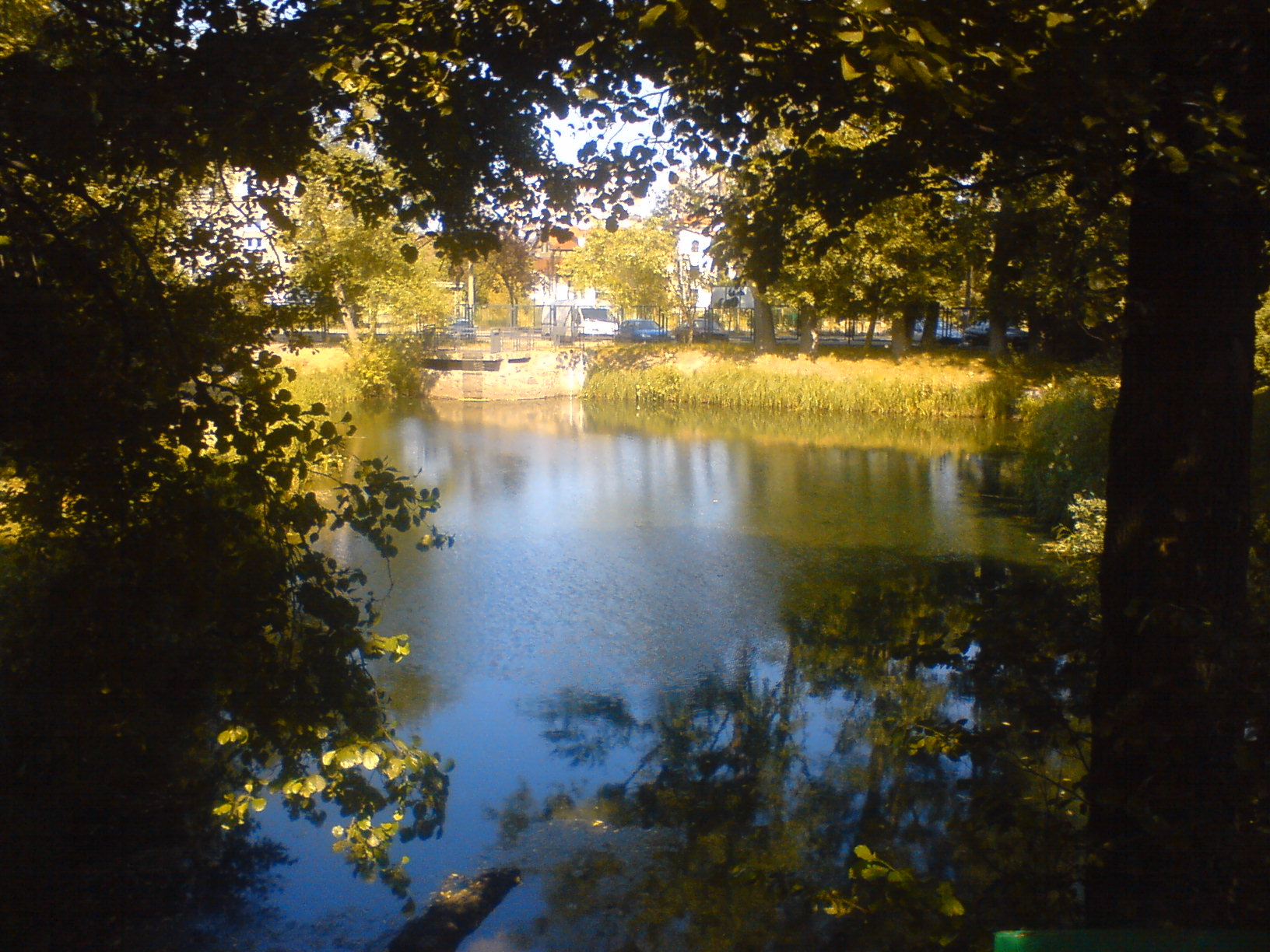
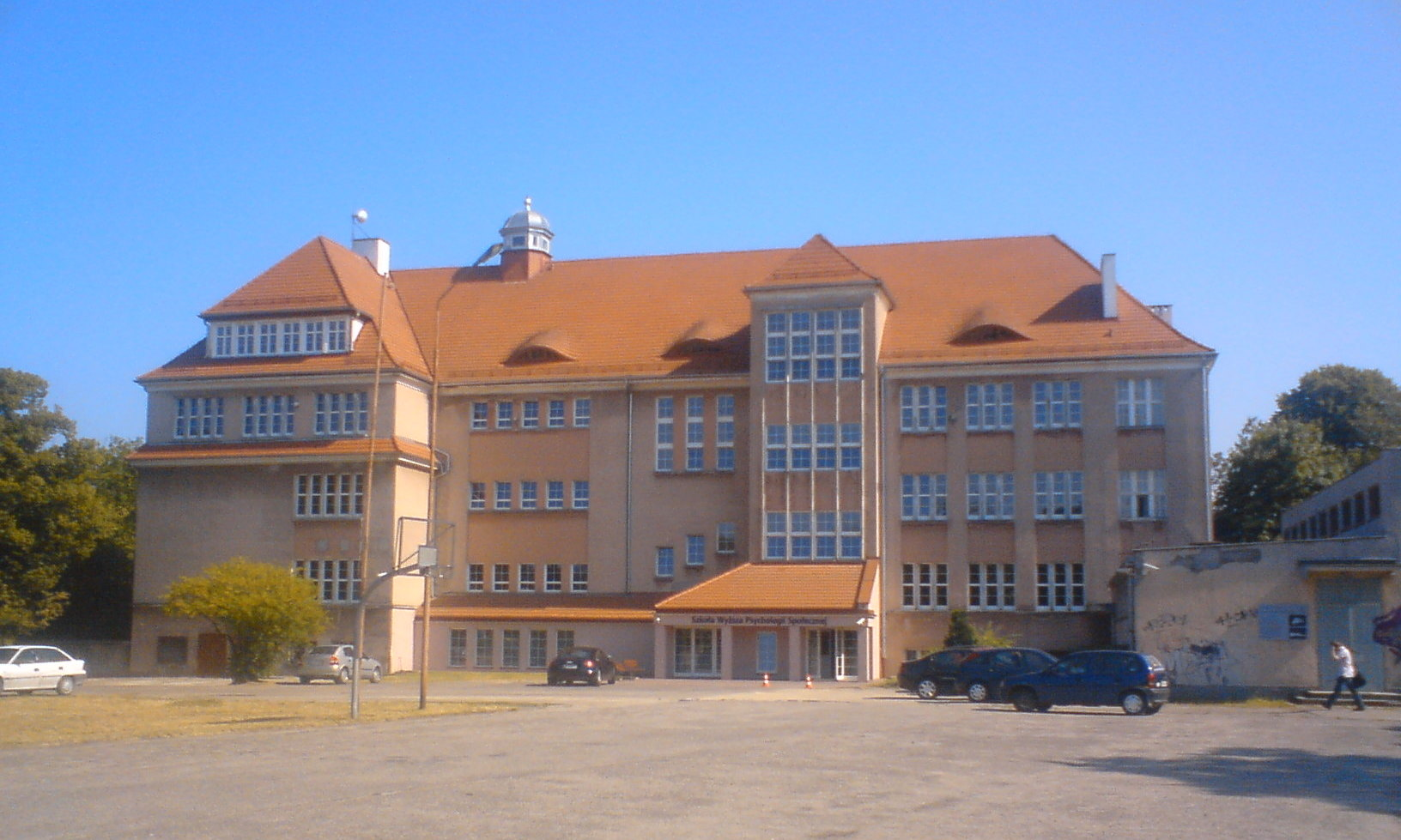
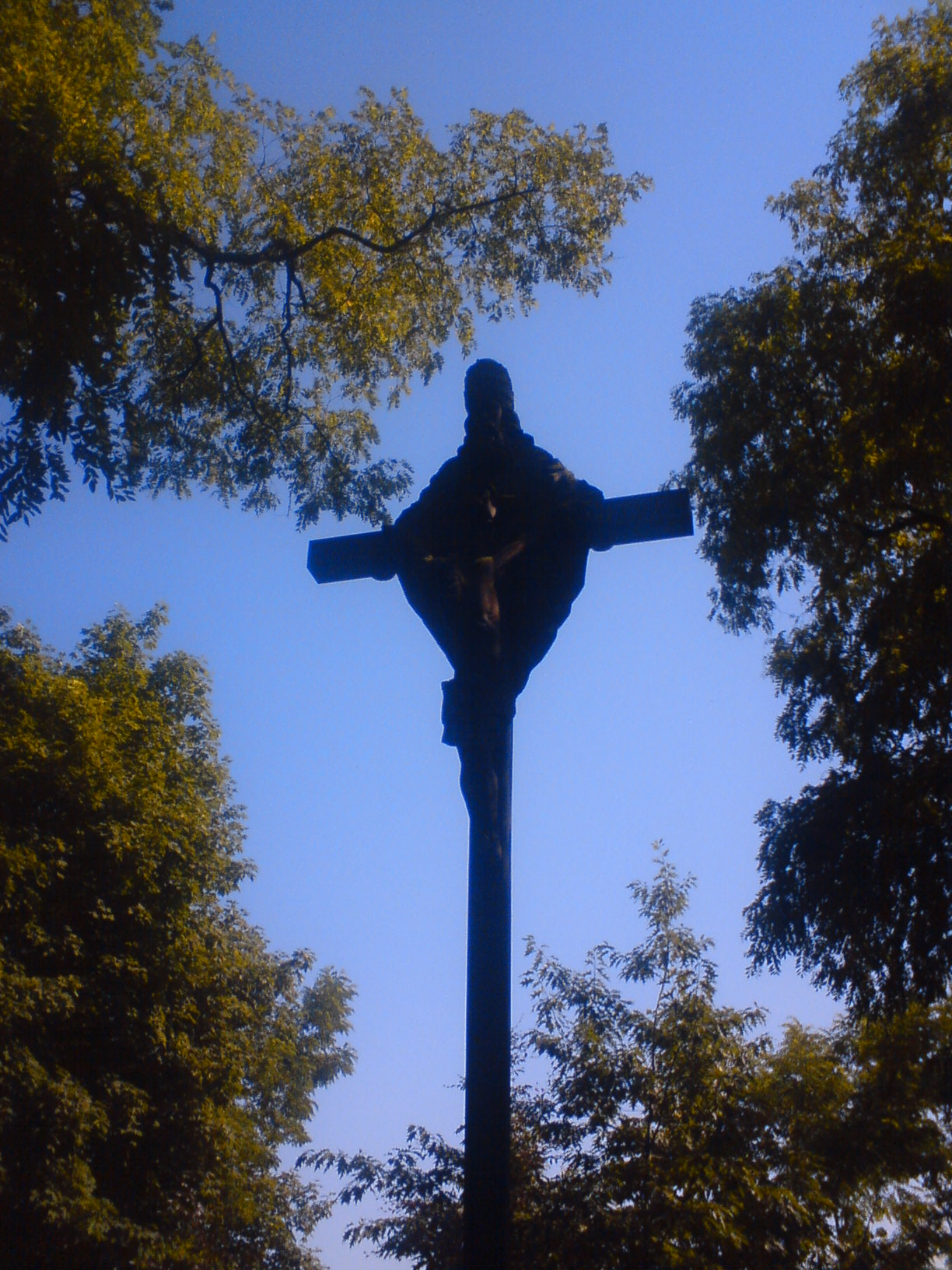
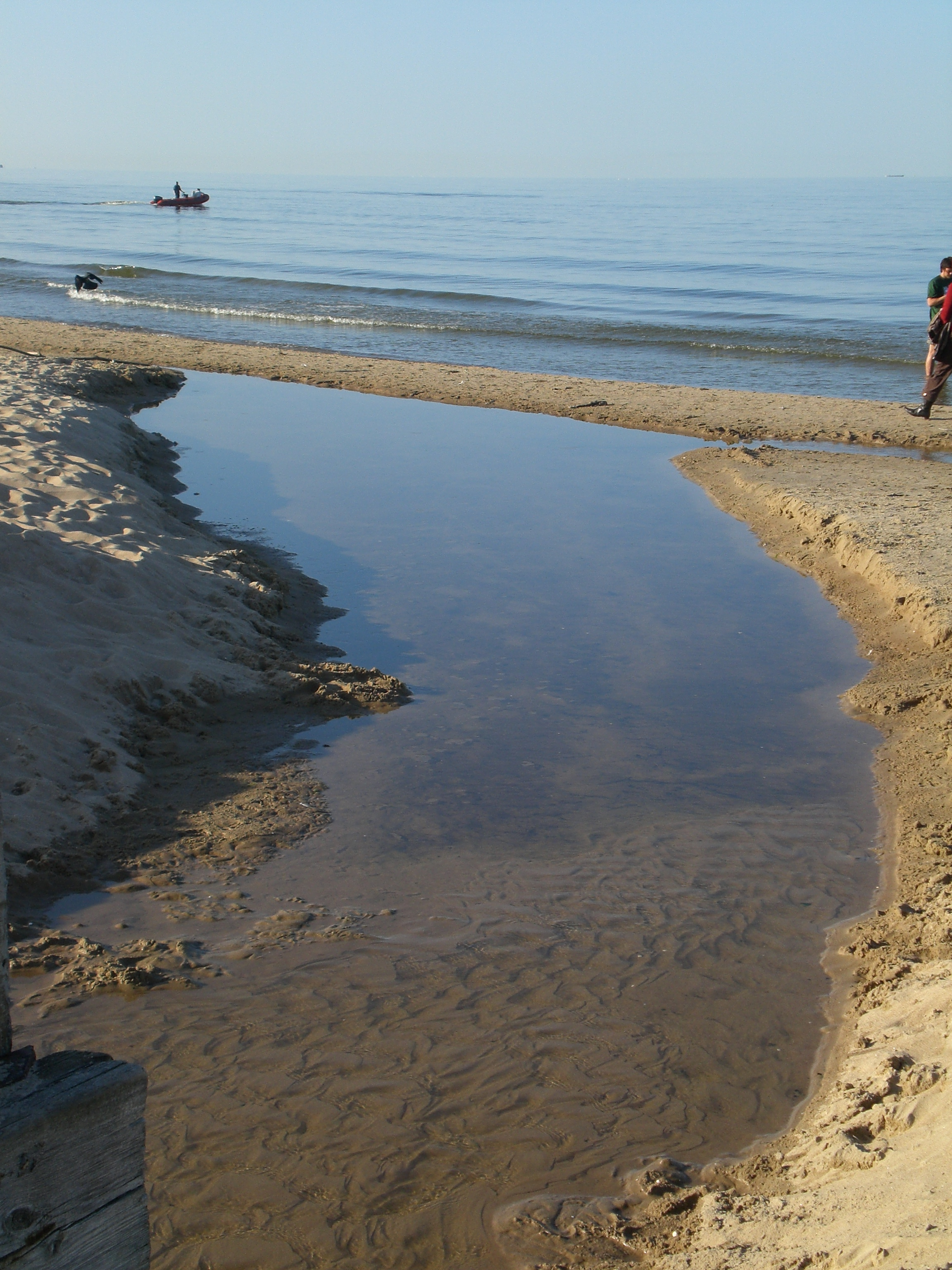
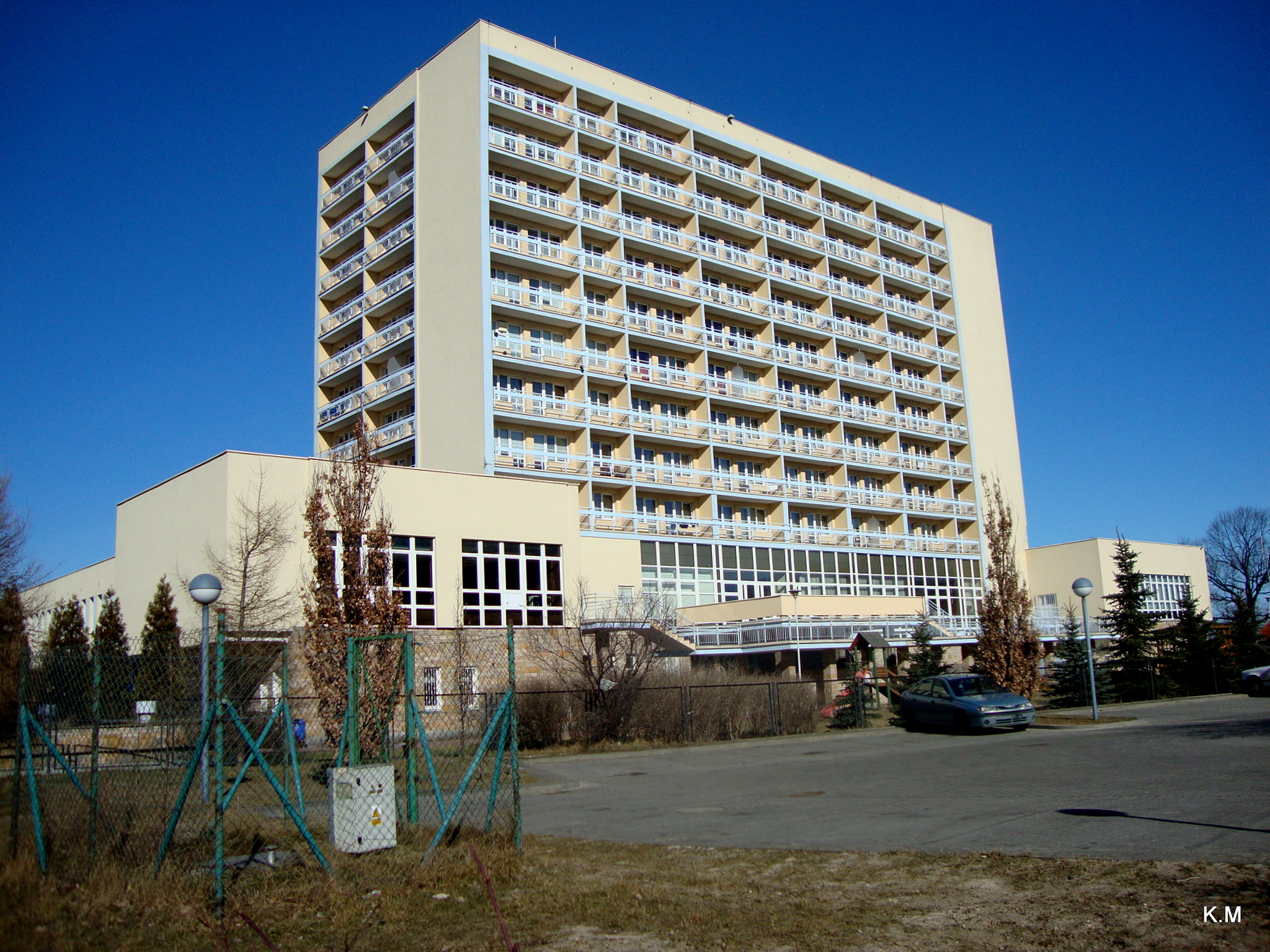